# Arrondissement d'Uzès
L'arrondissement d'Uzès est un ancien arrondissement français du département du Gard créé le 17 février 1800 et supprimé le 10 septembre 1926. Les cantons furent rattachés à l'arrondissement de Nîmes.

## Composition
Il comprenait les cantons de Bagnols-sur-Cèze, Lussan, Pont-Saint-Esprit, Remoulins, Roquemaure, Saint-Chaptes, Uzès et Villeneuve-lès-Avignon.

## Sous-préfets
| Identité                                                     | Période | Période | Durée  |
| Identité                                                     | Début   | Fin     | Durée  |
| ------------------------------------------------------------ | ------- | ------- | ------ |
| Pierre Melchior d'Adhémar (1740 - 1821)                      | 1803    | 1806    | 3 ans  |
| Jean François Gaspard d'Arnaud de Valabris (d) (1755 - 1834) | 1808    | 1815    | 7 ans  |
| Jacques Teissier (d)                                         | 1815    | 1815    |        |
| Jean François Gaspard d'Arnaud de Valabris (d) (1755 - 1834) | 1815    | 1817    | 2 ans  |
| Georges Bénigne Liégeard (d) (1768 - 1857)                   | 1817    | 1819    | 2 ans  |
| Pierre de Boismont (d)                                       | 1819    | 1827    | 8 ans  |
| Benoît du Roure (d)                                          | 1827    | 1831    | 4 ans  |
| Joseph Blanchet (d)                                          | 1831    | 1840    | 9 ans  |
| Alexandre Matis (d) (1811 - 1870)                            | 1840    | 1844    | 4 ans  |
| Charlemagne de Maupas (1818 - 1888)                          | 1844    | 1846    | 2 ans  |
| Aubin de Saulxures (d) (1820 - 1878)                         | 1846    | 1847    | 1 an   |
| Louis Laget (1821 - 1882)                                    | 1848    | 1848    |        |
| Allut (d)                                                    | 1848    | 1849    | 1 an   |
| Alcibiade Ailhaud (d) (né en 1801)                           | 1849    | 1853    | 4 ans  |
| A. Cotton (d)                                                | 1853    | 1853    |        |
| Jacques Alazard (d)                                          | 1853    | 1864    | 11 ans |
| Claude Ménigot (d) (1810 - 1886)                             | 1864    | 1868    | 4 ans  |
| Paul Bourdier (d) (né en 1831)                               | 1868    | 1868    |        |
| Félix Germain (d)                                            | 1868    | 1869    | 1 an   |
| Claudius Jacquet (d)                                         | 1869    | 1870    | 1 an   |
| Adolphe Bosc (1827 - 1882)                                   | 1870    | 1871    | 1 an   |
| Antoine de Pontbriand (d)                                    | 1871    | 1873    | 2 ans  |
| Gabriel de Chastenet (d)                                     | 1873    | 1876    | 3 ans  |
| Jean Pagès (d)                                               | 1876    | 1877    | 1 an   |
| Albert Leroux (d)                                            | 1877    | 1877    |        |
| Charles Bardon (d) (1848 - 1899)                             | 1877    | 1880    | 3 ans  |
| Joseph de Manoël-Saumane (d) (né en 1850)                    | 1880    | 1885    | 5 ans  |
| Auguste Aubert (d) (né en 1857)                              | 1885    | 1886    | 1 an   |
| Henri Lejeune (d) (né en 1859)                               | 1886    | 1890    | 4 ans  |
| Charles Benetti (d)                                          | 1890    | 1891    | 1 an   |
| Albert Lambert-Rochet (d) (1863 - 1917)                      | 1891    | 1897    | 6 ans  |
| Georges Celières (d)                                         | 1897    | 1898    | 1 an   |
| Albert Le Go (d) (né en 1857)                                | 1898    | 1901    | 3 ans  |
| Léon Brunel (d) (né en 1867)                                 | 1901    | 1907    | 6 ans  |
| Pierre Gillet (d)                                            | 1907    | 1910    | 3 ans  |
| André Viguié (d) (1884 - 1976)                               | 1910    | 1912    | 2 ans  |
| Léon Moine (d) (1882 - 1969)                                 | 1912    | 1913    | 1 an   |
| José Delfau (d) (1875 - 1951)                                | 1913    | 1915    | 2 ans  |
| Georges Desbons (d) (1889 - 1962)                            | 1915    | 1916    | 1 an   |
| Lucien Florent (d) (né en 1887)                              | 1916    | 1916    |        |
| Georges Thirion (d) (1883 - 1918)                            | 1916    | 1918    | 2 ans  |
| Henri Dubourdonné (d) (1867 - 1926)                          | 1919    | 1921    | 2 ans  |
| Jacques Henry (d) (1895 - 1968)                              | 1921    | 1924    | 3 ans  |
| Paul Peyriga (d)                                             | 1924    | 1925    | 1 an   |
| Jean Jean-Giraud (d) (né en 1888)                            | 1925    | 1926    | 1 an   |